# Naoko (film)
Naoko (奈绪子) è un film del 2008 diretto da Tomoyuki Furumaya.
Il soggetto è tratto da una serie omonima di manga ideata da Hiroshi Nakahara pubblicata tra il 1994 e il 2003. Nel film Juri Ueno e Haruma Miura interpretano i ruoli dei due personaggi principali.
La vicenda narra di un giovane corridore di talento di nome Yusuke; egli si allena in diversi tipi i gare, sia quelle a corto raggio che a lunga distanza, fino a provar a cimentarsi persino nella maratona.

## Trama
Naoko e Yusuke s'incontrano per la prima volta durante il soggiorno d'entrambi su un'isola che porta lo stesso nome del ragazzino, Iki-Nakiri, ma la conoscenza (sbocciata subito in simpatia reciproca) viene presto interrotta da un grave avvenimento; il padre del bambino difatti muore annegato nel disperato tentativo di salvare proprio la piccola Naoko.
Il rapporti viene così bruscamente interrotto, e dovranno passare sei interi anni prima che i due possano nuovamente reincontrarsi durante una gara di maratona. L'atletico portamento del bel ragazzo (di due anni più giovane di lei) non può non affascinare Naoko, la quale quasi senza accorgersene finisce con l'innamorarsene.
Assieme cercheranno di guarire i traumi del proprio passato.